# Gaddehosur, Krishnarajpet
Gaddehosur là một làng thuộc tehsil Krishnarajpet, huyện Mandya, bang Karnataka, Ấn Độ.